# Justo Pastor Pérez

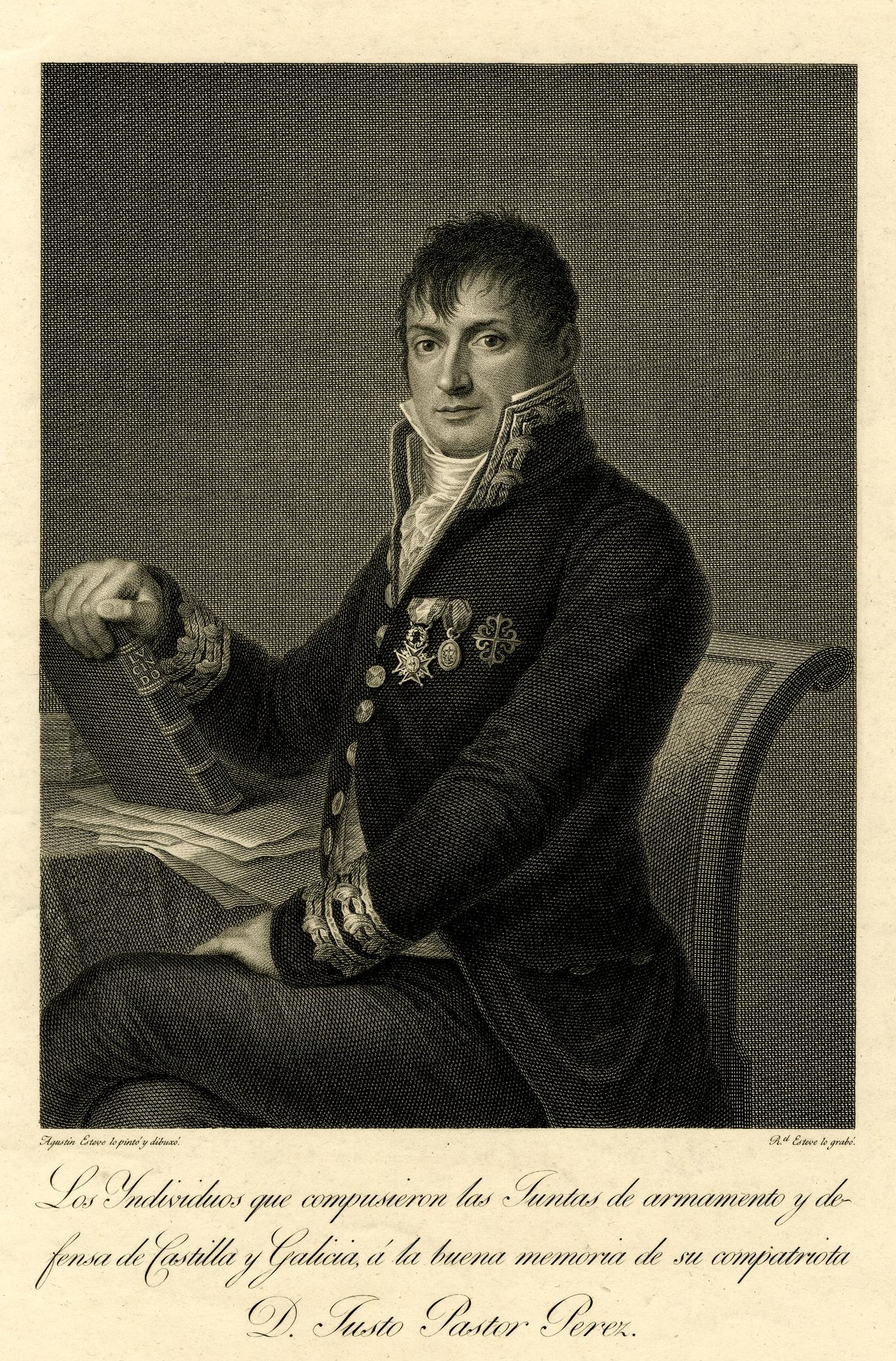
Justo Pastor Pérez, grabado al aguafuerte y buril de Rafael Esteve Vilella por dibujo de Agustín Esteve. Inscripción: «Los Yndividuos que compusieron las Juntas de Armamento y defensa de Castilla y Galicia a la buena memoria de su compatriota D. Justo Pastor Pérez». Con la mano izquierda sostiene en posición vertical un libro con el título Lucindo. Museo Británico.

Justo Pastor Pérez, nacido en Pamplona, fue un político español, funcionario de la Hacienda pública y diputado por la división administrativa de Murcia en las Cortes de Cádiz desde el 25 de septiembre de 1813 al 10 de mayo de 1814. Polemista con el seudónimo de Lucindo, fue firme defensor de las instituciones tradicionales y de la reacción absolutista a la vuelta de Fernando VII, que lo recompensó con el título de caballero de la Orden de Carlos III.

## Biografía
Prácticamente todo cuanto se conoce de su biografía corresponde a los años de la ocupación francesa, aun cuando ya en 1802 había traducido del francés y publicado en Madrid la Escuela moral y política de los niños de Vincent Lombard de Langres. Oscuro funcionario de hacienda, al estallar el conflicto ocupaba el cargo de administrador del Real noveno en Toledo y en ese puesto auxilió al corregidor y formó parte de la junta creada para entrevistarse con el general francés Marcial Thomas con objeto de frenar el motín popular que había estallado en la ciudad el 20 de abril de 1808, si bien años después Joaquín Lorenzo Villanueva, que lo cuenta entre los delatores de los diputados liberales en las Cortes gaditanas, le creía mayordomo de rentas decimales en el partido de Ciudad Real.
Refugiado en Cádiz, participó en los agitados debates que acompañaron a las reuniones de las Cortes primero desde las páginas de los periódicos La Gaceta del Comercio y el Imparcial, y más adelante con la publicación —sin nombre de autor— de un panfleto satírico titulado Diccionario manual razonado para inteligencia de ciertos escritores que por equivocación han nacido en España: obra útil y necesaria en nuestros días. «Obra de valer escaso, pero de algún chiste», según dice del Diccionario Menéndez Pelayo, concluía con una defensa de la Inquisición —aunque para ello tuviese que colocarla en la letra Y— de la que decía que formaba un tribunal «que de los doce millones de almas que comprehende la España, los diez millones ochocientos y pico mil, queremos que se conserve, contra todo el empeño de los filósofos [...] con quienes no queremos trato ni comunicación alguna, interín no piensen a la española antigua». Por las circunstancias de la época, alcanzó notoriedad y contra él escribió Bartolomé José Gallardo el Diccionario crítico-burlesco del que se titula Diccionario razonado manual... (Madrid, 1812), que, a su vez, sería atacado por el propio Pastor Pérez con su seudónimo de Lucindo desde las páginas del Procurador General de la Nación y el Rey, portavoz del ideario absolutista subvencionado por la regencia establecida en Cádiz.
Justo Pastor polemizó también con Joaquín Lorenzo Villanueva, a quien reprochó sus contradicciones y cambios de opinión entre sus primeros escritos como religioso y la defensa de las posturas liberales de que hacía gala en las Cortes gaditanas, en un escrito, publicado también de forma anónima pero de indudable autoría, titulado Conciliación político-cristiana del Sí y el No, que el pie de imprenta dice editado en Cádiz en 1812 por Antonio Murguía, pero que se fecha en Sangüesa el 19 de diciembre de 1811.
Tras el regreso de Fernando VII y durante el tiempo en que el monarca permaneció en Valencia Pastor Pérez publicó en la misma ciudad el Lucindo, periódico que con un estilo exaltado y lenguaje en ocasiones soez defendía la anulación de todo lo aprobado por las Cortes gaditanas y la restauración de la Inquisición. Su labor como apologista del altar y del trono mereció que el nuncio Pietro Gravina, arzobispo de Nicea, escribiese a Roma alabando sus esfuerzos como «bravissimo secolare» y «amico e devottismo della Santa Sede», y que el papa Pío VII le dirigiese en respuesta una carta de reconocimiento y agradecimiento fechada el 9 de noviembre de 1814, publicada por el interesado con un soneto a él dedicado de Juan Bautista Arriaza.
Instalado en Madrid, con cargo de oficial en la Secretaría de Gracia y Justicia, en el puesto que había venido ocupando el preso José Zorraquín, en mayo de 1814 informó en consonancia con otros absolutistas en la delación contra los diputados que en las Cortes se habían distinguido en la defensa de posturas liberales. Una anónima relación publicada en Sevilla en 1820, en los inicios del trienio liberal, lo incluye entre los delatantes ofreciendo de él la siguiente breve reseña biográfica:

20. D. Justo Pastor Pérez, director de sala del seminario de nobles de Madrid, mayordomo de las rentas decimales del partido de Ciudad-Rodrigo, nombrado por este informe, oficial de la secretaría de Estado y de despacho de Gracia y Justicias, en la plaza que ocupaba don José Zarraquin (sic), con honores y sueldo de primero, hoy se halla de Intendente de León. Informe que rebosa en calumnias y venganza.

Tras la restauración del absolutismo, ante el estado en que han quedado los pueblos, según decía el decreto, y «la necesidad de que las rentas sean dirigidas por personas que a su probada fidelidad reúnan conocimientos y actividad», fue nombrado el 1 de diciembre de 1823 intendente del ejército y capitanía de Castilla la Vieja.